# Батист Джіабіконі
Батист Джіабіконі (фр. Baptiste Giabiconi;нар. 9 листопада 1989, Мариньян, Буш-дю-Рон, Франція) — супермодель, співак,  один із найвисокооплачуваніших моделей-чоловіків у світі.
Є обличчям таких всесвітньовідомих брендів як Chanel, Fendi, Karl Lagerfeld, Giorgio Armani. Президент футбольного клубу Мартіг з травня 2017 року.

## Біографія

### Дитинство
Батист Джіабіконі народився на півдні Франції в бідній корсиканській сім'ї. Згодом його батьки розлучилися, і мати сама виховувала Батиста та двох його сестер. Дитинство він провів на Корсиці, а після закінчення школи і здобуття професійної освіти   вже в 17 років почав працювати на марсельському авіаційному заводі.

### Модельна кар'єра
Майбутня зірка подіумів і глянцевих журналів соромився свого тіла, та й взагалі був невпевнений у своїй зовнішності. З дитинства він був худим і слабким. Тому вечорами активно тренувався в спортзалі, працюючи над своїм тілом. Одного разу на тренуванні до нього підійшла жінка і запропонувала сфотографуватися для модельного журналу. Спочатку він поставився до цього скептично,  але вже менше ніж через рік його портфоліо було в Парижі, після чого Батист уклав контракт з DNA Models New York. Так розпочалася його модельна кар'єра.
Незабаром фотографії Батиста помітив сам Карл Лагерфельд, і з цього часу вони постійно працюють разом. Батист став музою знаменитого модельєра. 
Пізнішее він з'явився на шпальтах таких видань як Vogue, Elle, Harper `s Bazaar, Numero Homme, V Man, Marie Claire. Поряд з цим знімається для Armani Jeans, L'Officiel Hommes.
Навесні 2010 року він фотографувався для Roberto Cavalli, поряд з Кейт Мосс, став обличчям Coca Cola Light.
Восени Батисту випала честь закривати шоу-показ колекції Chanel.

### Музична кар'єра
Дебютний сингл Батиста Джіабіконі під назвою «Showtime» вийшов у 2010 році. У 2012 році він оголосив про угоду з великою компанією My Major Company, щодо випуску його першого альбому під назвою Oxygen. Альбом вийшов у вересні 2012 року і був високо оцінений музичними критиками. Першим синглом  з альбому став «One Night In Paradise», а другий вийшов під назвою «Speed of Light (L'amour & les étoiles)» 2 вересня 2012 року.

### Особисте життя
Ставши всесвітньовідомим, Батист не забув про рідних людей, він допомагає сестрам і утримує всю свою сім'ю.
У 2011 році він був запрошений у французький аналог телевізійного шоу «Танці з зірками», де показав себе непоганим танцюристом.
В одному з інтерв'ю Батист сказав, що «трохи закоханий в співачку Кеті Перрі, хоча ніколи не зустрічався з нею».